# Canton de Dieuze
Le canton de Dieuze est une ancienne division administrative française qui était située dans le département de la Moselle et la région Lorraine.

## Géographie
Ce canton est organisé autour de Dieuze dans l'arrondissement de Château-Salins. Son altitude varie de 199 m (Saint-Médard) à 346 m (Lidrezing) pour une altitude moyenne de 221 m.

## Histoire
C'est un ancien canton du département de la Meurthe. Il a été annexé dans sa totalité par l'Allemagne en 1871, conformément au traité de Francfort. Il a été intégré au département de la Moselle en 1918.

## Représentation

### Conseillers généraux de 1833 à 2015
| Période | Période      | Identité                         | Étiquette    | Qualité |
| ------- | ------------ | -------------------------------- | ------------ | --- |
| 1833    | 1839         | Joachim Nicolas François Vogin   |              | Maire de Dieuze |
| 1839    | 1852         | Joseph Yves de Guyon (1795-1868) |              | Garde général des Eaux et Forêts Propriétaire à Dieuze |
| 1852    | 1862 (décès) | Antoine Baron du Prel            |              | Maire de Dieuze |
| 1862    | 1871         | François Paul de Guaïta          |              | Propriétaire du château d'Alteville à Tarquimpol |
| 1871    | 1919         | Annexion allemande               |              | |
| 1919    | 1933 (décès) | Nicolas Bour                     | URL          | Propriétaire à Dieuze |
| 1933    | 1940         | Francis Liard                    | RG-URD       | Agent d'assurances Adjoint puis Maire de Dieuze |
| 1940    | 1944         | Annexion allemande               |              | |
| 1945    | 1958         | Francis Liard (1888-1970)        | DVD          | Agent général d'assurances Maire de Dieuze |
| 1958    | 1982         | René Peltre                      | RI puis UDF  | Président de la Confédération générale agricole des exploitants mosellans, de 1947 à 1951 Député (1951-1955) Adjoint au Maire de Dieuze Ancien conseiller d'arrondissement |
| 1982    | 2000 (décès) | Roger Husson                     | RPR          | Agent de maîtrise Sénateur (1983-2000) Maire de Dieuze (1965-1997) |
| 2000    | 2015         | Fernand Lormant                  | RPR puis UMP | Cadre Maire de Dieuze (1997-2020) Vice-Président du Conseil Général Suppléant du député Alain Marty (2002-2007) Elu en 2015 dans le Canton du Saulnois                     |

### Conseillers d'arrondissement (de 1833 à 1940)
Le canton de Dieuze avait deux conseillers d'arrondissement à partir de 1919.
| Période                                  | Période | Identité                | Étiquette                 | Qualité |
| ---------------------------------------- | ------- | ----------------------- | ------------------------- | --- |
| 1833                                     | 1839    | Étienne Dominique Petit |                           | Ancien notaire, Dieuze                                                                                      |
| 1839                                     | 1848    | M. Gérard               |                           | Notaire à Dieuze                                                                                            |
|                                          |         |                         |                           | |
| 1919                                     | 1925    | Albert Boulangier       | URL                       | Cultivateur à Kerprich-lès-Dieuze                                                                           |
| 1919                                     | 1925    | Auguste Gaillot         | URL                       | Cultivateur à Bassing                                                                                       |
| 1925                                     | 1937    | Victor Wuillemin        | Républicain               | Maire de Vergaville                                                                                         |
| 1925                                     | 19..    | Paul Thirion            | Républicain Front lorrain | Maire de Domnom-lès-Dieuze                                                                                  |
| 19..                                     | 1940    | M. Thomas               |                           | |
| 1937                                     | 1940    | René Peltre             | Front lorrain             | Agriculteur à Dieuze                                                                                        |
| 1940                                     |         |                         |                           | Les conseils d'arrondissement ont été suspendus par la loi du 12 octobre 1940 et n'ont jamais été réactivés |
| Les données manquantes sont à compléter. |         |                         |                           | |

## Composition
Le canton de Dieuze groupe 22 communes et compte 7 187 habitants (recensement de 2011 sans doubles comptes).
| Communes             | Population (2012) | Code postal | Code Insee |
| -------------------- | ----------------- | ----------- | ---------- |
| Bassing              | 121               | 57260       | 57053      |
| Bidestroff           | 124               | 57260       | 57081      |
| Blanche-Église       | 126               | 57260       | 57090      |
| Bourgaltroff         | 290               | 57260       | 57098      |
| Cutting              | 118               | 57260       | 57161      |
| Dieuze               | 3 491             | 57260       | 57177      |
| Domnom-lès-Dieuze    | 90                | 57260       | 57181      |
| Gelucourt            | 230               | 57260       | 57246      |
| Guébestroff          | 60                | 57260       | 57265      |
| Guéblange-lès-Dieuze | 172               | 57260       | 57266      |
| Guébling             | 141               | 57260       | 57268      |
| Lidrezing            | 88                | 57340       | 57401      |
| Lindre-Basse         | 228               | 57260       | 57404      |
| Lindre-Haute         | 46                | 57260       | 57405      |
| Mulcey               | 215               | 57260       | 57493      |
| Rorbach-lès-Dieuze   | 60                | 57260       | 57595      |
| Saint-Médard         | 103               | 57260       | 57621      |
| Tarquimpol           | 69                | 57260       | 57664      |
| Val-de-Bride         | 611               | 57260       | 57270      |
| Vergaville           | 575               | 57260       | 57706      |
| Zarbeling            | 67                | 57340       | 57759      |
| Zommange             | 35                | 57260       | 57763      |

## Démographie
| 1962  | 1968  | 1975  | 1982  | 1990  | 1999  | 2011  |
| ----- | ----- | ----- | ----- | ----- | ----- | ----- |
| 7 253 | 8 072 | 7 945 | 7 729 | 7 282 | 7 165 | 7 187 |

| 2012  | - | - | - | - | - | - |
| ----- | - | - | - | - | - | - |
| 7 060 | - | - | - | - | - | - |